# 香港足球史學會
香港足球史學會（英語：Hong Kong Football History Society）是香港一個學術研究組織，成立於2015年，由一群熱心研究香港足球人士組成現任會長是伍國峰。

## 宗旨
藉著本會的研究活動及成果，加深社會人士對本港足球歷史的認識，從而幫助推動本港足球運動。為對研究香港足球史有興趣的人士，提供一個交換意見心得，並互相幫助的平台。

## 歷史
2012年，由發起人阮子翹聯絡bloggers和網絡上的高人，成立「香港足球史研究組」，共有15位成員，來自社會各階層：有律師、醫生、教師及傳媒工作者等，其中三分一居於海外。
到了2015年，正式成立香港足球史學會，選出首屆理事會，並且完成社團註冊。創會會長是歐陽逢康，創會秘書是賴文輝，創會司庫是周俊佳。
隨著香港2020年後移民潮再現，居於海外成員已升至約佔一半。

## 組織架構
第三屆理事會成員 (2021—24)：
- 會長：伍國峰
- 秘書：羅建文
- 司庫：周俊佳
- 理事：李恒基、謝健鋒

## 歷屆理事會名單
| 屆別   | 年期      | 會長     | 副會長 | 秘書     | 司庫     | 理事           |
| ------ | --------- | -------- | ------ | -------- | -------- | -------------- |
| 第一屆 | 2015–18   | 歐陽逢康 | /      | 賴文輝   | 周俊佳   | 羅建文、謝健鋒 |
| 第二屆 | 2018–21   | 伍國峰   | 賴文輝 | 謝健鋒   | 周俊佳   | 羅建文         |
| 第三屆 | 2021–24   | 伍國峰   | /      | 羅建文   | 周俊佳   | 李恒基、謝健鋒 |
| 第四屆 | 2025–現任 | (選舉中) | /      | (選舉中) | (選舉中) | (選舉中)       |

## 相關著作
- Lawrence Chau. . ??. 2013.
- 賴文輝. . 青森文化. 2013. ISBN 978-988-82232-5-1.
- Lawrence Chau. . 新經典. 2014. ISBN 978-988-13627-0-4.
- 李峻嶸. . 三聯書店. 2015. ISBN 978-962-04378-2-3.
- 賴文輝. . 三聯書店. 2018. ISBN 978-962-04430-8-4.
- Lawrence Chau. . ??. 2019.
- 李峻嶸. . 三聯書店. 2020. ISBN 978-962-04459-7-2.

## 外部連結
- 香港足球史學會的Facebook專頁
- 香港足球史稿 （页面存档备份，存于）
- 文輝球史館 （页面存档备份，存于）